# إتش يوجين لي
إتش يوجين لي (بالإنجليزية: H. Eugene Leigh)‏ هو مدرب خيول أمريكي، ولد في 1860 في تلورفيل في الولايات المتحدة، وتوفي في 10 ديسمبر 1937.